# مردان ایکس: آخرین ایستادگی
مردان ایکس: آخرین ایستادگی(به انگلیسی: X-Men: The Last Stand)(به اختصار با نام مردان ایکس ۳ یا ایکس ۳ نیز شناخته می‌شود) فیلمی ابرقهرمانی است که در سال ۲۰۰۶ به کارگردانی برت رتنر ساخته شده‌است. قرار بود که این فیلم را برایان سینگر کارگردانی کند، اما او به خاطر ساختن فیلم بازگشت سوپرمن از کارگردانی این فیلم انصراف داد.این فیلم با بودجهٔ ۲۱۰ میلیون دلاری در زمان انتشار خود، پرخرج‌ترین فیلم در تاریخ سینما محسوب می‌شد.

## خلاصه
تعدادی از دانشمندان راهی را کشف می‌کنند که با آن بتوان ژن جهش‌یافتگان را نابود کرد و بنابراین قدرت‌های آن‌ها را از بین برده و آن‌ها را تبدیل به انسان‌های عادی کرد.با پخش این خبر،برخی جهش‌ یافتگان از این کشف تازه استقبال می‌کنند اما برخی دیگر به رهبری مگنیتو معتقدند که انسان‌ها قصد دارند به این طریق جهش یافتگان را نابود کنند.پروفسور ایکس و تیمش نیز در تلاشند تا با این دو گروه مذاکره کنند اما مگنیتو تصمیم دارد ارتشی از جهش‌یافتگان را جمع کرده و به جنگ انسان‌ها برود.از سوی دیگر جین‌گری نیز در قالب شخصیت جدید و قدرتمندی به اسم ققنوس تاریک از دنیای مردگان بازگشته و به گروه مگنیتو می‌پیوندد و ولورین،استورم،پروفسور ایکس،روگ،مرد یخی،کیتی پراید و سایکلاپس به همراه عضو جدید گروه یعنی آنجل نیز در تلاش برای متوقف ساختن او و گروه مگنیتو هستند...

## داستان
در سال ۱۹۸۶، چارلز ژاویر و مگنتو با ژان گری جوان در خانه والدینش دیدار می‌کنند تا او را به مدرسه خود، مدرسه ژاویر برای نوجوانان با استعداد، دعوت کنند. ده سال بعد، در سال ۱۹۹۶، وارِن وورثینگتون دوم، صنعتگر ثروتمند، متوجه می‌شود پسرش جهش‌یافته است و در حال تلاش برای قطع کردن بال‌های خود است.
در زمان حال، آزمایشگاه‌های وورثینگتون واکسنی را معرفی می‌کنند که می‌تواند ژن ایکس، عامل قدرت‌های جهش‌یافته را سرکوب کند و این "درمان" را به هر جهش‌یافته‌ای که بخواهد ارائه می‌دهند. برخی جهش‌یافته‌ها مانند روگ که نمی‌تواند کسی را لمس کند بدون اینکه به او آسیب برساند، به این درمان علاقه‌مند می‌شوند، اما دیگران با شک و تردید به آن نگاه می‌کنند. مگنتو با تشکیل دوباره برادران جهش‌یافته، کسانی که با درمان مخالفند را گرد هم می‌آورد و هشدار می‌دهد این درمان می‌تواند به سلاحی برای نابودی نسل جهش‌یافته‌ها تبدیل شود. با کمک پایرو، کالیسو و چند جهش‌یافته دیگر، مگنتو به زندان سیار حمله کرده و میستیک، مولتی‌پل من و جاگرنات را آزاد می‌کند. میستیک که با یک تیرکمان درمان مواجه می‌شود، از مگنتو محافظت می‌کند اما توانایی‌های جهش‌یافته‌اش را از دست می‌دهد و مگنتو او را ترک می‌کند.
سایکلوپس که هنوز از دست دادن ژان گری در غم و اندوه است، به محل دفن او در دریاچه آلکالی می‌رود. ناگهان ژان ظاهر شده و در حالی که به همدیگر نزدیک می‌شوند، او را می‌کشد. ژاویر که خطر را حس می‌کند، لوگان و استورم را برای تحقیق می‌فرستد. آن‌ها تنها صخره‌های معلق با توانایی تله‌کینزی، عینک‌های سایکلوپس و ژان بیهوش را پیدا می‌کنند.
در عمارت ایکس، ژاویر توضیح می‌دهد زمانی که ژان برای نجات آن‌ها فداکاری کرد، "فنیکس" را آزاد کرد؛ شخصیتی تاریک و جایگزین با قدرت‌های خدایی و تخریبی که ژاویر به کمک توانایی تله‌پاتی خود آن را سرکوب کرده بود. لوگان از این دخالت ذهنی در ژان منزجر می‌شود، اما وقتی ژان بیدار می‌شود، می‌فهمد که او سایکلوپس را کشته و دیگر همان زن سابق نیست. فنیکس ظاهر شده، لوگان را بیهوش می‌کند و به خانه دوران کودکی‌اش می‌رود. همزمان مگنتو و برادرانش به همراه ایکس‌من‌ها به آنجا می‌رسند و هر دو طرف سعی در جلب وفاداری ژان دارند تا اینکه فنیکس دوباره ظهور می‌کند، خانه را نابود کرده و ژاویر را به خاکستر تبدیل می‌کند و سپس با مگنتو می‌رود.
میستیک که قدرتش را از دست داده، مکان مخفی مگنتو را به اف‌بی‌آی لو می‌دهد، اما گرمای بدن افراد حاضر مربوط به مولتی‌پل من و نسخه‌هایش است. مگنتو و برادرانش به آلکاتراز حمله می‌کنند تا جیمی، جهش‌یافته جوانی که ژنومش برای تولید درمان استفاده شده را بکشند. آن‌ها سربازان نظامی را شکست می‌دهند تا اینکه باقی ایکس‌من‌ها برای مقابله می‌رسند. در مبارزه، کیتی پراید جیمی را از جاگرنات نجات می‌دهد، آیسمن پایرو را مهار می‌کند و لوگان حواس مگنتو را پرت می‌کند تا هنک مک‌کوی بتواند درمان را به او تزریق کند و قدرت‌هایش را از بین ببرد. فنیکس بیدار شده و شروع به نابودی هر کس در برد قدرتش می‌کند. لوگان می‌فهمد تنها کسی است که می‌تواند فنیکس را متوقف کند چون قدرت بهبودی و اسکلت آدمانتیومی دارد. وقتی به فنیکس نزدیک می‌شود، ژان برای لحظه‌ای کنترل را به دست می‌گیرد و از لوگان می‌خواهد او را نجات دهد. لوگان مجبور می‌شود ژان را با ضربه‌ای مهلک هدف قرار دهد.
پس از آن، حقوق جهش‌یافته‌ها به رسمیت شناخته شده و مدرسه ژاویر هنوز با استورم به عنوان مدیر اداره می‌شود. رئیس‌جمهور آمریکا هنک مک‌کوی را به عنوان سفیر در سازمان ملل منصوب می‌کند. روگ که درمان را پذیرفته، رابطه‌اش با آیسمن را از سر می‌گیرد. در سانفرانسیسکو، مگنتو که ظاهراً ضعیف و انسانی است، روبروی تخته شطرنج نشسته و وقتی به مهره‌ای فلزی اشاره می‌کند، آن مهره کمی تکان می‌خورد.
در جای دیگری، مویرا مک‌تاگرت هنگام بررسی بیمار کما زده‌ای غافلگیر می‌شود چون بیمار با صدای ژاویر سلام می‌کند.